# William Nassau de Zuylestein
William Henry Nassau de Zuylestein (ur. 17 listopada 1717 w St Osyth, zm. 28 września 1781 tamże) – brytyjski dyplomata i polityk z rodu holenderskiego pochodzenia.
Tytuł parowski odziedziczył w 1738 r., po śmierci swojego ojca Fredericka, 3. hrabiego. Wtedy też zasiadł w Izbie Lordów. W 1756 r. został Lordem Namiestnikiem Essex. W 1778 r. otrzymał Order Podwiązki.
Był posłem (envoy) do Turynu w latach 1749–1753, następnie ambasadorem w Madrycie w latach 1763–1766 i w Paryżu (1766-1768). W latach 1768–1775 był ministrem najpierw północnego (1768-1770), a potem południowego departamentu (1770-1775). Zmarł bezdzietnie. 5. hrabią Rochford został jego bratanek.
Lord Rochford głosował przeciw kasacji podatków amerykańskich przeciw którym wystąpili koloniści w 1775 r.